# Östersund Arena
Die Östersund Arena ist eine Mehrzweckhalle in der schwedischen Stadt Östersund, Provinz Jämtlands län. Die Arena befindet sich im Nordwesten der Stadt in unmittelbarer Nähe zum Östersunds skidstadion und zur Jämtkraft Arena.
In der Halle trägt der Eishockeyclub Östersunds IK aus der Hockeyettan, der dritthöchsten schwedischen Spielklasse, seine Heimspiele aus. Die Halle wurde im Dezember 2013 eröffnet und bietet Platz für bis zu 3000 Zuschauer. Die Arena dient als Ersatz für die Z-hallen, in der Östersunds IK zuvor seine Heimspiele austrug.
Die Östersund Arena umfasst zwei Eishockeyfelder, eine Turnhalle, ein Restaurant und eine Freilufteisbahn und wird daher auch für Curling, Hockey, Eiskunstlauf, Gerätturnen und Bandy genutzt.

## Galerie

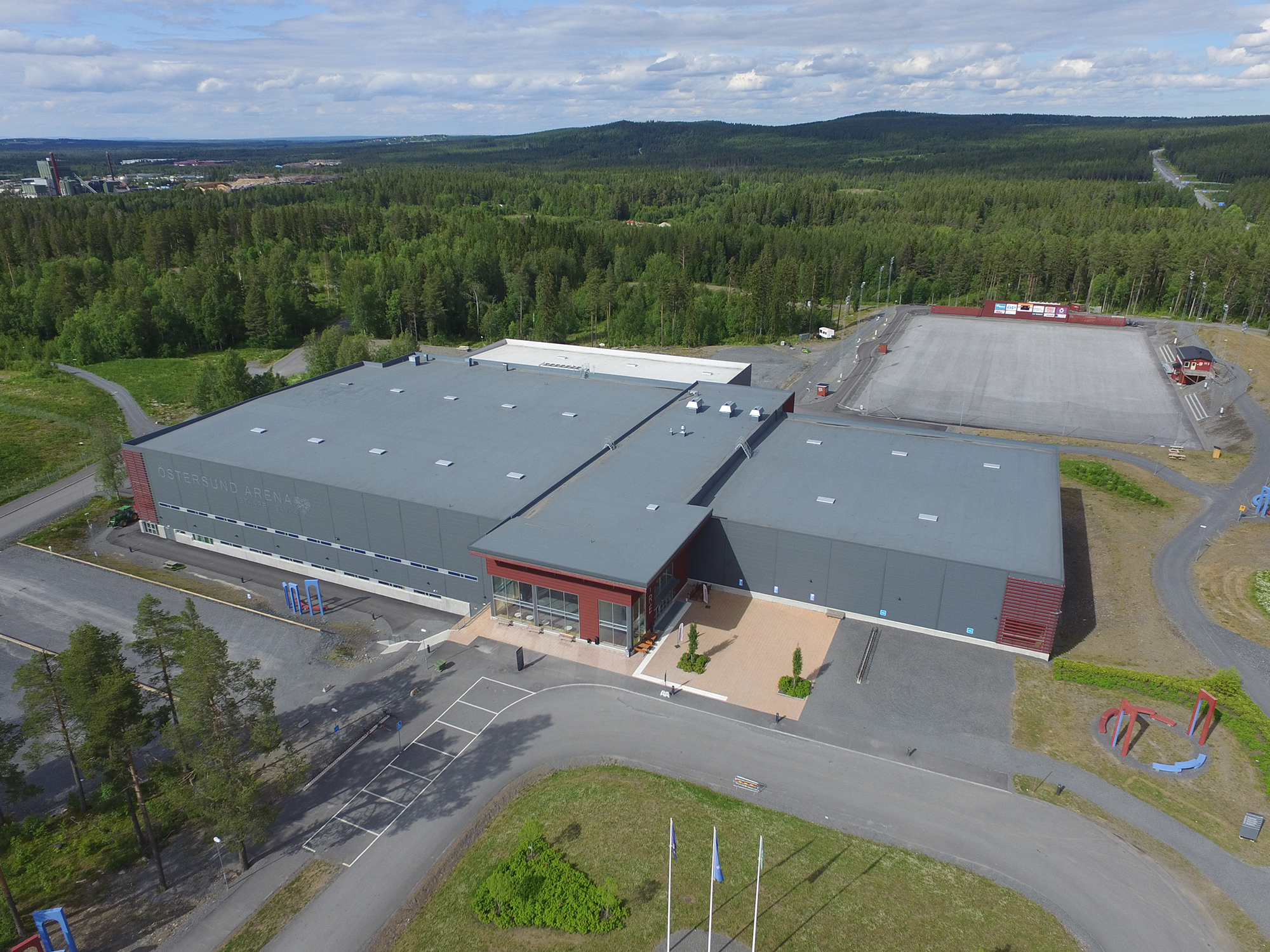
Luftbild der Östersund Arena 2017
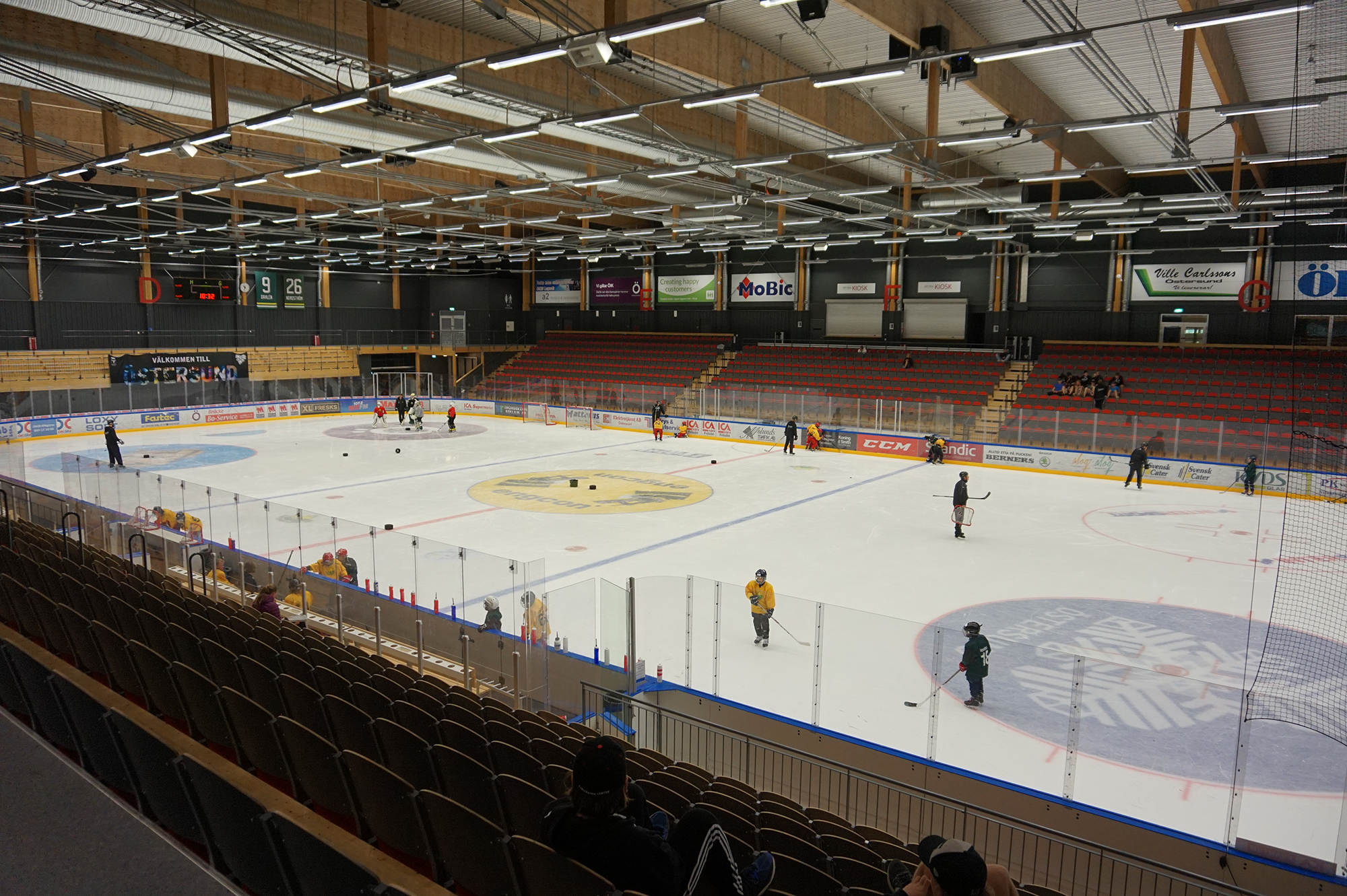
Große Eishockeyhalle (A-Halle)